# Claude Jeantet
Pour les articles homonymes, voir Jeantet.
Claude Jeantet est un journaliste français d'extrême droite collaborationniste né le 12 juillet 1902 à Pomponne (Seine-et-Marne) et mort le 16 mai 1982 à Thomery.

## Biographie

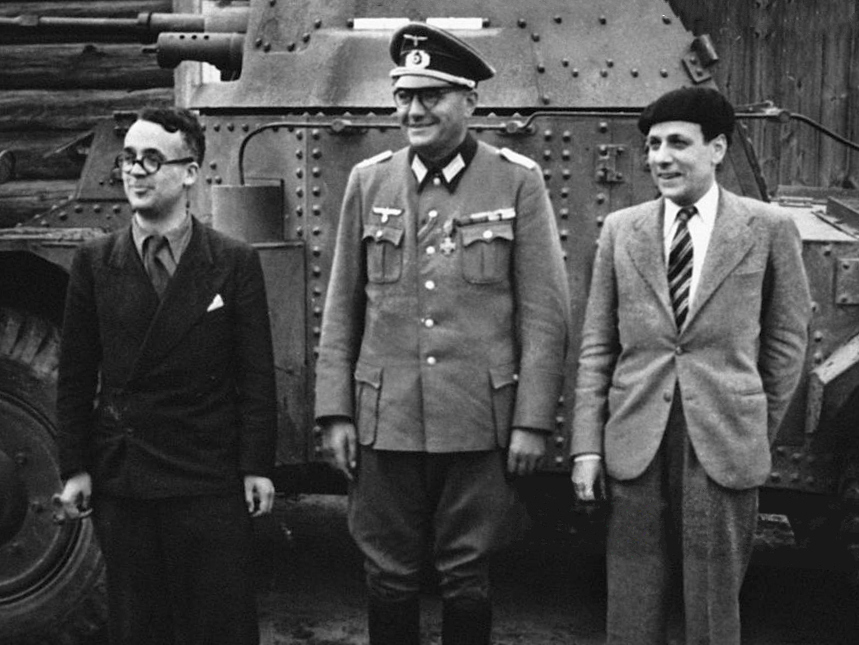
Robert Brasillach, Jacques Doriot et Claude Jeantet photographiés sur le front de l'Est (vers 1943).

Fils de Félix Jeantet et frère de Gabriel Jeantet, il collabore avec ce dernier à L'Étudiant français, et fut secrétaire général des étudiants de l'Action française, et membre des Camelots du roi jusqu'à ce qu'il en parte avec Gabriel, départ qui coïncide de peu avec l'exclusion de Henri Martin en 1929. En 1930, il devient rédacteur au journal Je suis partout qu'il quitte en 1939 pour L'Émancipation nationale publiée par le Parti populaire français (PPF) dont il est membre. Il collabora aussi à Candide et fut responsable de la rubrique étrangère du Petit Journal, puis rédacteur en chef du Petit Parisien. Séduit par le nazisme, il  collabore  pendant toute la durée de l'occupation. Après la Libération de la France, il fuit à Constance (Allemagne), devient animateur à « Radio-Patrie » et directeur du quotidien Le Petit Parisien publié par les membres du PPF qui se sont réfugiés autour de Jacques Doriot.
Condamné aux travaux forcés à perpétuité en 1951, il est gracié en 1956. Il travaille ensuite à Aspects de la France, puis à La Revue des deux Mondes. Il rejoindra plus tard le poujadisme et collaborera avec Roger Duchet au sein du Centre national des indépendants, toujours très antigaulliste.